# OVA
OVA（オーブイエー）は、アニメのオリジナルビデオのこと。オリジナル・ビデオ・アニメの略である。

## 概要
テレビアニメやアニメ映画としてではなく、映像記録メディア（通称「ビデオ」）の形態でリリースされた商業アニメ作品として1983年に登場した。「ビデオ」とは、1980年代から1990年代にかけては主としてビデオテープ（VHS、ベータマックスなど）のことを主に指したが、本来の語義としては電気信号を用いた映像記録であるためLDやDVDなどのディスクメディアとしてリリースされたアニメもOVAと呼ばれる。ただし、テープメディアでは無いことを強調するためLD版しかリリースしないためOLA（オリジナル・レーザー・アニメーション）と呼称したり、ビデオテープが衰退した2000年代以後にDVD、BDにてOAD（オリジナル・アニメーション・ディスク）と呼称することもある。
テレビアニメのパイロット版など本来ビデオ形態での販売を想定していなかったビデオスルーのアニメや自治体や教育機関向けを主としてビデオ機の普及以前は16mmフィルムの形態で販売されていた教育アニメなどは基本的にOVAには含まれない。
OVAとは、そのアニメの頒布メディアの形態から定義づけられた言葉であるが、OVAシリーズの刊行途中で話題となり全話劇場公開がなされた『トップをねらえ!』（1988年）のように、OVA作品の人気が出れば、後に劇場公開やテレビ放送がなされることもある。
OVAという概念が誕生した1983年当時は、ビデオソフトもビデオ再生機も高額で所有する層も限られており、高品質な作品ならば高額でも購入するような一部のアニメ愛好家（いわゆる「おたく」）への販売（セルビデオ）によって製作費を回収していたが、1980年代後半以後にビデオ機とレンタルビデオ店が一般層に普及すると、レンタルビデオ店を主たる販路とする作品も増加した。『メガゾーン23』（1985年）などのSF美少女アニメが売れ筋として当時のアニメ雑誌で特集され、1本1万円を超える販売価格でもおたくがこぞって買い求めたが、一方で『湘南爆走族』（1986年）のように一般層がレンタルビデオ店でこぞってレンタルしていたような作品も存在し、1980年代から1990年代にかけてのOVAは「ヒット作」と言っても作風に幅がある。
1980年代から1990年代にかけては、商業的・倫理的などの理由で「テレビアニメ」か「アニメ映画」のフォーマットを取れないアニメを頒布するには「OVA」という選択肢しか無かった。テレビでは見ることのできないアニメ、例えば『天使のたまご』（1985年）のような実験的アニメ、大張正己や平野俊貴らが主導した高年齢層向けアニメ、『くりいむレモン』（1984年）のようなアダルトアニメ、また『小学生の誘拐防止 ユミちゃん あぶないよ!』（1991年）のような児童向け教育アニメ、宗教団体の布教用アニメなどと言ったものがOVAの形態で盛んにリリースされ、1980年代から1990年代にかけてOVA特有のカルチャーを形成した。
1980年代から1990年代前半頃までは映像の放送チャンネルが少なく、テレビアニメの放映可能本数が限られていたため、「OVAの形態でしかリリースできない」という消極的な理由でOVAとなった作品が多かったが、1990年代後半以降の深夜アニメの定着、衛星放送のアニメ専門チャンネル（アニマックス、AT-X）の開始といったテレビの多チャンネル化によって、アニメを頒布するチャンネルが増加した。そのため、アニメのビデオをリリースする前に、ビデオ版の宣伝もかねてまず放送料金の安価なUHF局や深夜帯で放送する作品が増え、テレビアニメに対するOVAのオリジナル性は薄れた。一方で、『神秘の世界エルハザード』（1995年）のようにOVA版・テレビアニメ版・ゲーム版が若干異なる設定で同時展開するなど、テレビなどの他の映像メディアと連動して多展開する「メディアミックス」のメディアの一つとしてOVAが位置づけられる例も登場した。
2000年代以降は、物理メディアの販促も兼ねて第1話など作品の一部がテレビで先行放送されることも増えた。また、2010年代以降にはネットによる動画配信サービスサービスの一般化に伴い、OVAの発売に先行して一部がネット配信が開始される場合も増え、初出が「ビデオ」ではないOVAが増えた。そのため、OVAの概念が曖昧になっているが、テレビ放送やネット配信が先行していても、OVAとして製作されたものはOVAとされる。
2010年代後半には動画配信サービスの普及に伴い、「OVA」が発売してしばらく後にネットの動画配信サービスでも配信されるのが普通となり、記録したメディアを買わなくても、ネットのビデオ・オン・デマンドサービスでいつでも見られるようになった。そのため、OVAの概念がさらに曖昧になっている。定額制動画配信サービスなどを提供する動画配信事業者においては、テレビアニメ、アニメ映画、OVA、といった初出メディアによる区別をせず、すべて「アニメ」として並列に提供していることも多い。あるいは、「テレビ番組」と「映画」とは別に「オリジナルビデオ」のカテゴリ分けしている場合でも、「書籍」の付録として発売されたOAD、ビデオスルー、配信サイトの自社制作アニメ、などといったものを全て「オリジナルビデオ」のアニメのカテゴリに入れている場合もある。

### 呼称
黎明期には「オリジナルビデオ」「ビデオアニメ」「アニメビデオ」「オリジナル・アニメーション・ビデオ」などと言った呼称が用いられた。しかし『月刊ニュータイプ』（角川書店）が1986年より「OVA」の呼称を積極的に使い始め、次第に一般化した。いわゆる「和製英語」であるが、海外でも「日本のアニメのオリジナルビデオ」という意味で使われる。
「オリジナル・ビデオ・アニメ」という呼称の初出は『ニュータイプ』誌以外の可能性もあるが、『ニュータイプ』誌における初出は創刊号（1985年3月発売）、「OVA」（読みは「オーブイエー」）という呼称の初出は1986年2月号「ビデオアニメ完全カタログ'86」である。同誌では1986年11月よりOVA評論コラム「秋姫のOVA放言録」が連載されており、「OVA」と書いて「オヴァ」と読むなどと小ネタを挟みつつも、「OVA」という呼称の普及に一役買った。
「OVA」という用語は『ニュータイプ』が広めたものであったため一般化するまで他誌では使われなかった。1980年代当時は、学習研究社の『アニメディア』および『アニメV』が提唱した「OAV」（オリジナル・アニメーション・ビデオの略称）という呼称も一般的であったが、「AV」が「アダルトビデオ」や「オーディオ・ビジュアル」の略称と間違われやすいため、次第に用いられなくなっていったが『アニメディア』は2014年時点でもまだ「OAV」の呼称を使っている。
「ビデオ」とは、1990年代にはVHSビデオテープのことを指すことが多かったため、2000年代にVHSの衰退によりDVD専売のOVAが登場すると、OVAは「オリジナル・ヴィジュアル・アニメーション」の略称ともされるようになった。『らき☆すたOVA』（2008年）が「オリジナルなビジュアルとアニメーション」を称している。

## 歴史

### 黎明期
1983年12月、世界初のオリジナルアニメのビデオソフトである『ダロス』が発売される。元々制作されなかったテレビアニメの作品の企画を、ビデオ向けにストーリーを再構築した上でビデオ販売を目的に製作されたものである。当時はビデオ市場の黎明期ということもあって、劇場版『宇宙戦艦ヤマト』（19,800円）など、1巻2万円近いアニメビデオが盛んにリリースされている中、『ダロス』は新作で1巻6,800円と買いやすい値段であったこともあり、全4巻で2万本を出荷するヒット作となった。
テレビアニメのようにスポンサーの資金に頼ることなく、ビデオの販売代金だけで製作費の回収が可能であることが判明すると、多くの発売・販売元が参入し、続々とオリジナルアニメのビデオが発売され始めた。OVAに限らず当時のビデオソフトはきわめて高価で、例えば『メガゾーン23』（1985年）は1巻13,800円、『幻夢戦記レダ』（1985年）は1巻12,000円であったが、それぞれ数万本を売り上げた。
1980年代中盤当時、ポストマクロス作品が不発に終わったことにより、高年齢層向けアニメが減少していた。そんな中、ビデオソフトとして展開されるオリジナル作品は、当時のテレビアニメが主な対象としていた少年層よりも年齢が高い、中高生以上のハイターゲット層向けアニメの発表の場として重要な位置を占めるようになった。
このようなムーブメントにアニメ雑誌の『アニメディア』（学研）が注目し、1985年6月、オリジナルアニメを専門に取り扱う『アニメV』が創刊された。1985年3月に創刊されたばかりの角川書店の『月刊ニュータイプ』も、1986年2月号で「OVA（オリジナル・ビデオ・アニメ）」の特集を組んだ。

### 1980年代後期
OVAがブームとなったことから、アニメを作ったことのないメーカーの新規参入が相次いだ。1987年当時の売れ筋ジャンルは、半裸の女性が主人公で宇宙を背景に「おーばり」メカが出てくるような男性向けSFヒロイックファンタジーで、これは製作陣も設定などを全部自分の頭の中で作ればよくて資料を集める手間がかからなくて楽なので、たくさんリリースされた。アニメを作ったことのないメーカーでも、企画書と脚本と1350万円をもって当時のアニメ制作最大手であるAICに行けば3か月で作ってくれ、作画さえよければ脚本や演出がムタムタでもアニメファンに許され、そのような作品でもアニメ雑誌に広告を出しておけば悪い評価は受けず、ムービックに頼んでアニメイトでイベントを組んだりしておけばそこそこ売れたとのことで、アニメ雑誌の『月刊OUT』の連載漫画「魔法少女アンイーちゃん」（1987年）ではその安易さが指摘された。この連載漫画では、劇場版『プロジェクトA子』（1986年、2作目以降はOVA）が安易すぎて、『天空の城ラピュタ』（1986年）を製作中の宮崎駿に「セーラー服が機関銃撃って、走り回ってる様なもの」と怒られた件にも触れられている、『月刊OUT』自身も『活劇少女探偵団』（1986年）でOVAに手を出してそんな安易な作品を作り、不振の一因となったとのこと。
『月刊OUT』の連載漫画で揶揄された「おーばり」こと大張正己によると、当時の一般的なOVAの作監料はテレビアニメとは桁違いに高かったが、当時高評価を受けたAICの『戦え!!イクサー1』（1985年）は、自社をアピールするために、あえて安い予算でも良いものを作ろうと考えていたらしく実際に安かったという。しかし、企画から製作まで3か月というのは「夢がある」、AICなら「才能だけで監督まで登れる」と考え、参加したとのこと。大張は実際、22歳にして『バブルガムクライシス』（1988年）の監督を務め、当時の最年少アニメ監督となった。
大張以外にも、『戦え!!イクサー1』『メガゾーン23』（1985年）の平野俊弘、『吸血姫美夕』（1988年）の垣野内成美、『冥王計画ゼオライマー』（1988年）の菊池通隆、と言った新進のアニメーターがOVAで頭角を現した。平野いわく、「テレビでできないことをやろうよ」とのことで、ハイターゲット向けアニメは、基本的にテレビアニメよりもOVAとしてのリリースを主とするようになった。
OVAを盛り上げるイベントも盛んに開かれ、OVAがリリースされるたびに各地で試写会が行われた。特に1985年から1986年にかけて日本各地で行われた『幻夢戦記レダ』のイベントは、1985年末に大阪と東京で開催された『幻夢戦記レダ』&『吸血鬼ハンターD』試写会を中心として、『幻夢戦記レダ』のテーマソングを歌った新人アイドル歌手の秋本理央と、『吸血鬼ハンターD』のテーマソングを製作した無名時代のTMネットワークを起用した大々的なプロモーションが行われた。ただし、イベントなどは東京・大阪など都会で開かれることが多く、地方格差が大きかった。アニメイトでは定期的にイベントが行われていたが、そもそも地方にはアニメイトがなかった。

### 1980年代末期〜1990年代
OVAのリリースタイトル数は右肩上がりに増え、1983年には1タイトルのみだったものが、1989年には300タイトルを超えるまでになった。
初期のOVAは、ほとんどが劇場アニメのフォーマットを模したもので、収録時間は60分から90分程度の内容のものが多かったが、1980年代後半になると、OVAもテレビアニメのように30分×数本のシリーズものが増えた。またシリーズ物はキャラクター、背景、音楽などの流用ができて製作費が抑えられるので、OVAの低価格化が進んだ。例えば『機動警察パトレイバー』（1988年-1989年）は、劇中に広告を入れたりメディアミックスの手法を取ることで、1巻4,800円の低価格を実現し、また『銀河英雄伝説』（1988年-1989年）は、テレビアニメの制作方法を模すことで、1巻2,500円の低価格を実現した。
OVAという概念が確立した1986年当時は、原作付きOVAは「オリジナル」ではないとして、アニメファンには受け入れがたいものであったが、OVAのリリースタイトル数の増加に伴い、次第に「原作付き」が増えた。1989年にリリースされた300タイトル超のOVAのうち、約40タイトルが原作付きとなった。原作付きは巻を重ねるものが多く、発売タイトル数ではなく巻数でカウントすると、「ビデオオリジナルタイトル」の比率はかなり少なくなった。
1990年代後半からは深夜アニメの開拓が進んで、従来OVAで行われていたような高年齢層向け作品が深夜へ流れるようになっていく。

### 2000年代
2000年代に入ると、完全新作のタイトルは少なくなり、昔から展開されているシリーズ作品の続刊がほとんどとなったが、シリーズ展開を打ち切る作品が年を追うごとに増えていったため、OVAのリリース本数も売り上げも少なくなった。
それまでならOVAとして展開されていたはずのアニメシリーズは、深夜アニメを主としたテレビアニメとして放送されることの方が多くなり、特に独立局のテレビアニメはほとんどが深夜帯で放送され、OVAはあくまで深夜アニメの続編やサブストーリーとして展開されるケースが多くみられるようになった。深夜アニメが放送されるのは三大都市圏を主とした主要都市圏の地上波局のみに限られることから、それらがテレビで視聴されることはあまり重視されておらず、視聴率も2％以上が高視聴率ラインとなっているように、平均的に低めである。玩具の販売促進を主とした子供向けアニメとは違い、深夜アニメは従来からのOVAの視聴層向けに、テレビ版にビデオオリジナルエピソードが追加された完全版DVD-BOXの購入や、単巻DVDの購入およびレンタルの促進を主とした宣伝戦略を取っていたので、バンダイビジュアルやアニプレックスなどといったビデオの販売元が必ずスポンサーについていた。
この時期のオリジナルOVAでも、『ファイナルファンタジーVII アドベントチルドレン』（2005年）のように、IPを所有するスクウェア・エニックスの自社製作作品となっているのを活かし、DVDショップだけでなくゲームショップにも流通したことで日本出荷枚数100万枚・海外140万枚の大ヒットとなった作品も存在する。

### 2010年代以降
2010年代以降のOVAは、DVDやBDの売り上げ収入に加えて、dアニメストア（2012年7月開始）、バンダイチャンネル（2011年8月より月額見放題サービス開始）、Amazonプライム、ネットフリックスなどといった定額制動画配信サービスでの視聴を主としている。これらのアニメーションはOVAをもじってONA（オリジナルネットアニメ）と呼ばれることがある。一例として『機動戦士ガンダム サンダーボルト』（2015年・バンダイチャンネルほか）や『攻殻機動隊 SAC_2045』（2020年・Netflix）などがある。

## OVAの主なサブジャンル

### 子供向けアニメ
標準的なOVAは概ね15歳以上のハイターゲット向けが主で、ハイターゲット層がOVAを積極的に選ぶようになった時代にあたる1980年代後半までは、子供向けアニメはテレビアニメの独擅場であった。しかし、日本や全世界の名作童話をアニメ化したシリーズやエデュテインメント系のシリーズを主として、テレビアニメと差別化することによって「子供向けOVA」のリリースが始まった。ビデオ作品の性質上、子供が何度も観たくなる作品を主としていた。DVDが普及する2002年ごろまでは、標準的なOVAはVHSとLDの双方で発売されるのが一般的だったが、子供向けOVAはLDでの発売はほとんどなく、VHSのみでの展開で、かつハイターゲット向けよりも低価格での販売が主であった。低予算の製作費であるため、声優陣も少ない上に端役やモブキャラクターの担当が主の新人・無名声優を積極的に起用する傾向にある。ウォーカーズカンパニーがリリースした前者のパターンである『ビデオ絵本シリーズ』（1988年～）はその先駆けであり、980円という発売年当時としては異例の廉価展開が功を奏し、通巻180万本を売り上げたという。
有名キャラクターを使ったものもあり、『スーパーマリオブラザーズ3』のキャラクターを名作童話のキャラクター役としたうえでアニメ化した「アマダアニメシリーズ」の『スーパーマリオブラザーズ』（1988年）は、任天堂の公式ライセンス作品として当時のマリオ公式声優であった古谷徹を起用するなど、声優陣こそ豪華であり、1,480円という低価格での提供となっている。当該作に限らず、他の外部版権もの子供向けOVAにも当てはまり、低価格での提供となっている分低予算による製作費の代償として総製作費からライセンス料が引かれている分、絵はほとんど動かず、尺が短いわりに使いまわしのシーンや無理矢理かつ露骨に尺を引き延ばしたシーンがやたらと多い。
なお、サンリオも1989年から展開を開始したサンリオキャラクターを起用した子供向けOVAの製作に積極的であり、ハローキティなどのサンリオキャラクターそのものを主題としたものや、世界名作童話の登場人物をサンリオキャラクター化した世界戦略OVAが展開されている。尺が短いことは他の低価格子供向けOVAと変わりがないが、自社でビデオグラム部門を有していることで、自社版権キャラクターを起用していることによって著作権料がかからないことを活かして著作権料にあたる部分もアニメ制作に回せることによって、子供向けテレビアニメと同じ制作手法が用いられており、低製作費かつ低価格帯での提供が可能となっている。

### 教育アニメ
教育アニメは、小学校などの教育機関や自治体での教育利用を主としたものである。啓発アニメ、防犯アニメ、交通安全アニメ、などのサブジャンルがある（安全教育アニメも参照）。
教育映像はかなり市場が大きく、東映教育映像部や学研文教事業部など、大手映像会社には教育映像を製造する専門の部署が存在し、教育アニメもたくさん作られた。1980年代以前の教育機関には視聴覚教材として16mm映写機が普及していたため、小学校などの教育機関向けに16mmフィルムの形態で販売されるのが一般的だったが、ビデオ機が普及した1980年代以降はVHSの形態で、DVDプレーヤーが低価格化した2003年頃からDVDの形態で販売されるものも登場した。上映会などで使われる「業務用ビデオ」としての販売が主で、図書館などの公的機関に所蔵されており閲覧は容易だが、一般市場にはあまり出回らず、入手が非常に難しいものがほとんどである。
メーカーが制作した教育アニメは、教育用品ルートでの販路のみとなっているが故に尺が短いわりに非常に高価なのが特徴である。『ちびまる子ちゃんの交通安全』（1997年）のように有名な子供向けアニメを題材とした「版権もの」や、防災教育アニメ『稲むらの火』（1989年）のように児童文学を題材とした「原作付き」がほとんどで、完全なオリジナル・アニメは『空飛ぶうさぎの誘拐防止 ぼく、いやだよ!』（1990年）や『小学生の誘拐防止 ユミちゃん あぶないよ!』（1991年）など少ししかない。
政府・警察などの行政機関や東京都などの自治体が制作した教育アニメは、無料で頒布されるものもある。2000年代以降はビデオの形態で頒布されると同時に無料でインターネット公開されているものも多い。日本国政府が制作した北朝鮮による日本人拉致問題啓発アニメ『めぐみ』（2008年）は、ビデオグラムのDVD版が教育機関などに広範囲に頒布されると同時に、ネットで無料公開され、2011年にはレンタルDVD版もリリースされた。

### アダルトアニメ
世界初のOVA『ダロス』に続き、世界で2本目のOVA『ロリータアニメ 雪の紅化粧 少女薔薇刑』が1984年2月にリリースされた。これが世界初のアダルトOVAであるが、画風がエロ劇画であったため、アニメファンからは注目されなかった。しかし、1984年7月にリリースされたシリーズ第3弾『ロリータアニメIII 仔猫ちゃんのいる店』で、画風を当時のアニメ美少女に変更、アニメファンに注目される。そして、1984年8月にリリースされた『くりいむレモン』シリーズ第1作『媚・妹・Baby』が爆発的なヒットとなり、アダルトOVAがジャンルとして確立する。「くりいむレモン」シリーズだけで30本以上リリースされた。
アダルトアニメは18歳以上のみを対象とした成人指定であるため、アニメファンであっても未成年者は見られないことから、成人指定の『くりいむレモン』から性行シーンなどを大幅にカットして一般向けにした『くりいむレモン ジュニア』（1988年）など「ソフトアダルトOVA」も登場した。
アダルトOVAは、OVA黎明期には一般向けをしのぐ大量の本数がリリースされたが、1980年代中頃にはOVA全体の隆盛に押される形となり、1986年にはリリース本数が8本となり一時衰退する。しかし1980年代後半にはアダルトOVAが盛り返す。特に『超神伝説うろつき童子』（1989年）は大ヒットとなり、海外へも輸出され、海外でも大きな人気を得て日本のアダルトアニメは「HENTAI」として知られるようになった。この頃のアダルトOVAは、最初から海外向け輸出を念頭に製作しており、日本版では製作陣がわざとモザイクをかけているものの、実は男女の性器ごとしっかりと描かれていた。

### 宗教アニメ
1980年代後半より、宗教団体も布教の為にビデオ産業に進出したが、その一環としてアニメも制作するようになった。
浄土真宗本願寺派が制作した『仏典物語』（1986年）は、有名声優に加えてガイナックスやAICなど豪華な製作陣で知られる。
新宗教の制作したアニメとしては、創価学会名誉会長である池田大作の絵本を原作とした『ほしのゆうえんち』（1989年）、『アニメ人間革命』（1995年 - 2003年）、コスモメイトの代表である深見青山が原作・声優・主題歌を担当した『アニメ神頼み入門』（1989年）などがある。
幸福の科学系列で、日本最大規模の宗教団体系出版社である幸福の科学出版が1991年に初めて製作した映像作品が、子供向けOVA『しあわせってなあに』シリーズである。同名の絵本作品のアニメ化であり、布教用ではなく教団内の子供向けOVAであった。1997年から劇場用アニメが3年ごとに公開される「幸福の科学アニメ」の標準的なフォーマットはこの作品の時点で確立された。
オウム真理教が製作した作品も存在する。一般的な布教アニメは「教団が制作した」といっても教団および関連会社がテレビアニメでいう広告代理店に準じた扱いで、実際にアニメを作っているのは外注先の既存のアニメ制作会社であり、声も本職の声優や俳優が担当することが一般的だが、オウムのアニメは実際に教団内部の人間が自ら作っていた点、主要製作者である麻原彰晃が本人役で自ら声優として出演していたように教団所属者のみで声優陣を固めていた点が特異である。オウムのアニメは1991年よりリリースされたが、一般に知られるのはテロ事件が明るみになった1995年以降にテレビ番組で素材が堂々と使われて以降となる。ガイナックス元社長の岡田斗司夫が1997年に制作者にインタビューを行い、製作の詳しい事情が明らかになっている。

### ヤンキーアニメ
不良少年を主題とした少年・青年漫画作品であるヤンキー漫画のアニメ化はテレビではなくOVAとして展開されるのが殆どであり、レンタル市場で特徴的なジャンルである。前述の『湘南爆走族』（1986年）がスマッシュヒットとなったのをきっかけに、レンタルビデオ向けに続々とヤンキーOVAがリリースされ、その多くがシリーズ化された。
1983年から連載が開始されたヤンキー漫画の看板作品である『ビー・バップ・ハイスクール』もヤンキーOVAのブームに便乗し、実写やゲーム作品といった他メディアミックス作品よりも遅れた頃の1990年から全作品の映像化権を独占していた東映グループの東映動画→東映アニメーションによる制作で、「東映Vアニメ」（東映ビデオ）のレーベルでOVA化された。

### 出版ビデオ
出版社が制作に関与したOVAが出版ビデオである。OVAの発展期である1985年、出版社13社によって「出版ビデオ懇談会」が結成されて以降、出版社による原作付きOVAの積極的展開が行われた。OVAなら旬を過ぎた原作や、マニアックな原作もアニメ化でき、例えば集英社は「ジャンプVIDEO」レーベルで、2巻打ち切りながら熱狂的ファンが付いた『バオー来訪者』（1989年）のOVAを製作（販売：東宝）するなどした。
映像ソフト販売会社によってビデオショップなどを通じて販売されたものとは別の流れとして、出版社によって雑誌を通じて通信販売されたものがあり、秋田書店「月刊プリンセス」の紙上通販でのみ販売された『ぴーひょろ一家』（1988年）が出版ビデオの通信販売の最初の例である。
「OVAの紙上通販」は、小学館の児童・少年向け雑誌では「応募者全員サービス」として2010年代まで積極的に展開された。『週刊少年サンデー』の応募者全員サービスとして販売された『名探偵コナン』のOVAは第1作『名探偵コナン コナンvsキッドvsヤイバ 宝刀争奪大決戦!』（2000年）から『『名探偵コナン えくすかりばあの奇跡』』（2012年）まで、ほぼ毎年販売されていた。『名探偵コナン コナンとキッドとクリスタル・マザー』（2004年）まではVHS、『名探偵コナン 消えたダイヤを追え! コナン・平次vsキッド!』（2006年）以降はDVDである。
小学館学年誌連合企画の応募者全員サービスとして1999年に販売された「とっとこハム太郎OVA」（『とっとこハム太郎 アニメでちゅ!』）（1999年）は、もともとテレビアニメ版のパイロット版として、開始前年に製作されたものをOVAに転用したもので設定も異なる。

## 周辺ジャンル
OVAの発展はビデオ機の普及とも関係しており、1980年には2%だったビデオ機の家庭普及率は、1989年には70%に達するまでになったがそれを補完する物もあった。

### 書籍
アニメ映画やテレビアニメ同様に「フィルムコミック」が発売された。

### ビデオマガジン
1980年代当時、OVAは高価なため、安価でいろいろなOVAの映像を収録した「ビデオマガジン」が販売された。ビクターの「アニメビジョン」、バンダイの「電影帝国」などがある。
特に、LDの対抗メディアであったVHDを展開するビクターが、VHDの販促の為に販売した「アニメビジョン」は積極的で、独自に制作したOVAも収録していた。

### ビデオスルー
劇場版『ニルスのふしぎな旅』（製作は1982年、ビデオ版は1985年）のような劇場公開を前提として製作されていたが公開中止されたもの、『セントエルモ 光の来訪者』（製作は1986年、ビデオ版は1987年）のような企業のPR用アニメ、『ルパン三世 パイロットフィルム』（製作は1969年、ビデオ版は1989年）のようなテレビアニメのパイロット版など、もともと別の用途で製作されたアニメが、何らかの理由で「ビデオ」の形態で最初にリリースされることになったものをビデオスルーと呼ぶ。最初からビデオ向けに制作されたOVAとは区別されることが多いが、「OVA」として販売される場合もあり、その区別は曖昧である。
ビデオ版の発売後にテレビ放送が予定されている作品もあり、その場合は「ビデオ先行作品」とも呼ばれる。『どうぶつ80日間世界一周』（スペインで1984年放送。日本のビデオ版は1985年、日本のテレビ版は『アニメ80日間世界一周』として1987年）や『宇宙伝説ユリシーズ31』（1981年にフランスで放送、日本のビデオ版は1986年、日本のテレビ版は1991年）のように、海外のテレビ放送向けに日本のメーカーが制作したものが多い。
1980年代当時、海外アニメは日本で人気が無かったため、日本ではほとんどがテレビ放送されず、ビデオスルーとなった。「ビデオ先行作品」のはずであった『マイティ・オーボッツ』（アメリカで1984年放送、日本のビデオ版は1985年）は日本のテレビでは放送されなかった。『トランスフォーマー ザ・ムービー』（1986年）のように、海外では劇場公開され高い評価を得たものも存在し、当時の他のOVAと比較しても遜色ないクオリティの作品も少なくない。
ネット配信が普及した2010年代以降のアニメは、ほぼすべてネット配信されることを前提として製作されており、特に「ビデオ先行作品」と明記されていなくても、OVA版が発売してしばらく後にネット配信されるのが普通である。

### テレビ編集版
テレビ放送されたアニメのシリーズを編集して、1巻のビデオアニメに仕立てたもの。ビデオスルーの一種とされる。既存の映像を再利用した、単なるテレビアニメの総集編ではなく、総集編のつなぎとして新作のカットが追加されていることもあった。
『うる星やつら 了子の9月のお茶会』（『うる星やつら』のファンイベント向けに1985年に制作。ビデオ版も同年）のように、テレビアニメ版の素材を再編集して新たなストーリーを構築し、1本のビデオグラムに仕立てた作品もある。
『とんがり帽子のメモル マリエルの宝石箱』（1985年）に新作短編『土田勇のマイメモル 光と風の詩』が付属したように、新規に製作されたアニメがおまけで付いてくることもあり、「新作付きテレビ編集版」と呼ばれる。
なお、OVAをテレビ放送用に編集したものも「テレビ編集版」と呼ばれる。『同級生2 テレビ編集版』（1998年）は、『同級生2 OVA版』（1996年）を地上波で放送するために再編集したもので、もともとアダルトアニメであったOVA版の性行シーンなどがすべてカットされている。

### テレビアニメ・アニメ映画のビデオ
OVA全盛期には、ハイターゲット向けに作られたテレビアニメやアニメ映画のビデオソフトも売れ行きが良く、例えばアニメ映画『天空の城ラピュタ』（1986年公開、配給収入5.8億円）は、1988年に12020円で発売されたVHS版が8万本売れるなど、ハイターゲット向けのアニメーション映画も、作品の配給収入よりもビデオグラム版の売上の方が上となる作品がほとんどであった。全日帯のハイターゲット向けテレビアニメでも、1991年に日本テレビ系列で放送された『新世紀GPXサイバーフォーミュラ』や、1995年 - 1996年にテレビ東京系列で放送された『新世紀エヴァンゲリオン』などは、視聴率が低かったようにテレビ放送だけでは話題にならなかったが、レンタルやセル（VHS・LDとも）のビデオ版で人気に火が付いたのを機にメディアミックスへと発展し、後に展開される深夜アニメにおけるビジネスモデルの源流となった。これらはOVAとともに「VHSカルチャー」を形作った。

### 雑誌の付録
VHSテープが廃れてDVD時代となった2000年代中盤以降、雑誌の付録DVDにOVAを収録させる事例も見られるようになった。「まんがくらぶオリジナル」2008年10月号に『がんばれ!メメ子ちゃん』のアニメDVDが付属した例などがある。

### アニメだいすき!
地上波におけるOVAの代表的な放送枠としてよみうりテレビが関西ローカルで放送した「アニメだいすき!」（1987年～1995年）がある。当時同社のアニメ部門に所属していたプロデューサーである諏訪道彦の企画で学校の長期休暇期間の深夜枠を中心に人気の高いOVAの単発長編作品を主に編成された。

## 派生用語
1980年代から2000年代にかけて、「ビデオ」というと主にビデオテープ（テープメディア）特にVHSを意味したため、それ以外のメディアのみで発売された作品は「OVA」以外の呼び名で呼ばれることもあった。

### オリジナル・レーザー・アニメーション（OLA）
ポニーキャニオンが1991年にリリースした『炎の転校生』は、レーザーディスク（LD）のみでリリースされた作品であったため、「OLA」「オリジナル・レーザー・アニメーション」を称していた。LD専売とすることによる話題性を狙ったものだが、LDプレーヤーの普及率が低いこともあって商業的に成功せず、翌1992年にはVHS版も発売された。結局、『炎の転校生』がOVA史上唯一のOLAとなった。

### オリジナルDVDアニメーション
2000年代に入ると、DVD再生機能を持つPlayStation 2の普及などにより、VHSに代わってDVDがアニメ映像記録用メディアの主流となり始めた。DVDの普及が始まってもしばらくはOVAのVHS版とDVD版が併売されていたが、2003年ごろよりVHS版が発売されないOVAが登場し、『オリジナルDVDアニメ いちご100%』（2005年）のように「オリジナルDVDアニメーション」「オリジナルDVDアニメ」を称するアニメビデオも登場した。
しかし、2000年代後半にはブルーレイディスクやHD DVDなどの次世代DVD規格の普及が始まり、2007年6月にはバンダイビジュアルがOVA『FREEDOM』1巻のHD DVD版を発売。旧作OVAが次々と次世代DVDで発売され始め、また2009年には『ハヤテのごとく!! アツがナツいぜ 水着編!』などDVD版とブルーレイ版が同時に発売されるOVAも登場し、オリジナルアニメはDVDだけで発売されるものではなくなったため、「オリジナルDVDアニメーション」という表現は使われなくなった。

### OAD
「単行本のDVD付き限定版」に付属されるオリジナルアニメのこと。講談社の用語で、「オリジナルアニメーションDVD」の略である。「オリジナル・アニメーション・ディスク」の略とするメディアもあるが、少なくとも講談社ではそのような使用例はなく、また単行本にブルーレイなどDVD以外のディスクメディアを付属させた例もない。
2007年より講談社が行った「単行本のシリーズ最新刊と新作オリジナルニアニメのDVDを合わせて発売する」という企画に由来する。講談社によるオリジナルアニメDVDが封入された最初の製品である、『ツバサ』 21巻（2007年11月）/22巻（2007年1月）/23巻（2008年3月）が好評だったことから、『スクールランブル』21巻（2008年7月）/22巻（2008年9月）、『魔法先生ネギま！』23巻（2008年8月）でもDVDが封入されるなど、「講談社OADシリーズ」としてシリーズ化した。大手出版社がアニメDVD流通に進出するという、当時としては先駆的な例であった。これに集英社が2009年発売の「『To LOVEる -とらぶる-』13巻 アニメDVD付予約限定版」で追随するなど、以後他社でも「単行本のオリジナルアニメDVD付き限定版」を発売することが一般的となった。なお単行本の付録にオリジナルアニメDVDをつける企画は、各出版社で2007年頃より盛んになり始めており、2007年9月に『こどものじかん』4巻特別限定版を発売した双葉社の方が講談社より先行している。
OVAとの違いは、単行本とアニメDVDをセットで発売することで「書籍扱い」になるという点である。したがって、映像コンテンツ会社ではなく出版社が販売元となり、またDVD販売店ではなく書店で販売され、レンタルもない。「書籍扱いアニメDVD/BD」に関しては、DVD/BDが本体でおまけのブックレットが付属したような商品もあるが、OADに関してはあくまで単行本が本体で、アニメの原作となる漫画やライトノベルの単行本の限定版としてOADを収録したDVD/BDを付属させるケースが多く、単行本単体の通常版よりも高価格で販売されている。予約生産のものが多く、この場合、販売側には発売前に予約を受注するために生産数を把握しやすい利点があるが、初回限定生産の事例が多いため、発売時に買い逃すと入手困難になることも多い。
「OAD」という用語の初出は上記の『スクールランブル』21巻/22巻に封入された『スクールランブル 三学期』（2008年7月）である。『ツバサ』は21巻限定版（2007年11月）の時点では「オリジナルDVDアニメーション」と称していたが、『ツバサ』26巻限定版付属の『ツバサ 春雷記』（2009年3月）の時点では「OAD（オリジナルアニメーションDVD）」と称するようになった。
もともとは講談社の用語だったが、2009年以降は出版社を問わず単行本付録のアニメDVD/BDの名称として一般化しつつある。ただし、2018年時点でも「アニメDVD」「OVA付き特別版」と称する小学館のように、講談社が生み出した用語であるOADを用いない出版社もある。
リリース当時は単行本の限定版にのみ収録であっても、後にディスクパッケージとして単体で発売されることもある。また、テレビで放送されたり、ネットで配信されたりすることもある。逆のパターンとしては、『名探偵コナン』のスペシャルアニメ『名探偵コナン 江戸川コナン失踪事件 〜史上最悪の2日間〜』（2014年）のように、本作のアニメDVDが付属した単行本第86巻限定版に先行して『金曜ロードショー』枠での放送が行われるなど、収録される単行本の発売に先駆ける形で地上波の全国放送が行なわれる例も存在する。なお同作は2015年に単体のDVD版/ブルーレイ版も発売された。
放送事業者や配信事業者では初出がビデオグラムの単独販売作品だった作品を「OVA」とするが原作単行本の限定版付録作品だった作品を「OAD」と区別するとは限らず、『からかい上手の高木さん』第9巻 OVA付き特別版（2018年）に付属のオリジナルアニメは大手アニメ配信サイトのバンダイチャンネルではテレビアニメシリーズ第1期全12話に続く「13話（特別編）」として配信されているように必ずしも認知度のある用語ではない。